# مدرسة طهران الدولية
مدرسة طهران الدولية هي مدرسة دولية خاصة تقع في طهران، إيران.

## الروابط الخارجية
1. ↑  "Home" (Archive[وصلة مكسورة]). Tehran International School.
2. ↑  "Tehran International School". International Baccalaureate. مؤرشف من الأصل في 2018-06-12.

- Tehran International School